# Gaio Terentilio Arsa
Gaio Terentilio Arsa (in latino Gaius Terentilius Harsa; fl. V secolo a.C.) è stato un politico romano del V secolo a.C.
Approfittando dell'assenza dei consoli, che stavano conducendo una campagna militare contro i Volsci e gli Equi, Gaio Terentilio propose l'emanazione di un codice di leggi che regolasse il potere dei consoli per fare pressione sul Senato controllato dai patrizi.

## Biografia
Mentre i consoli Lucio Lucrezio Tricipitino e Tito Veturio Gemino Cicurino erano alla guida dei loro rispettivi eserciti, Arsa ne approfittò per denunciare l'arbitrarietà del potere dei consoli, che secondo lui era simile a quello dell'antica monarchia romana. Sostenuto dai suoi colleghi, presentò una proposta di legge, la Lex Terentilia, per creare una commissione di cinque membri, con il compito di definire i limiti del potere consolare, mettendo per iscritto le prerogative dei consoli e offrendo così ai plebei la possibilità di proteggersi dagli abusi di potere. Secondo Tito Livio la proposta di Arsa aveva un obiettivo politico, mentre per Dionigi di Alicarnasso Arsa cercava di imporre l'uguaglianza davanti alla legge, cioè che patrizi e plebei fossero soggetti alla stessa legislazione.
Con i consoli assenti da Roma, fu il prefetto romano, Quinto Fabio Vibulano, a intervenire per impedire l'adozione della lex Terentilia, riunendo il Senato, denunciando gli atti del tribuno della plebe e convincendo gli altri tribuni a rinviare la votazione della legge fino al ritorno dei consoli. Al loro ritorno, Arsa rilanciò il suo disegno di legge, ma il voto fu nuovamente rinviato dai patrizi, per consentire a Lucio Lucrezio di entrare in trionfo in Roma, mentre all'altro console venne attribuita un'ovazione.

## Conseguenze dellalex Terentilia
Nonostante l'opposizione dei patrizi, la proposta di Arsa non venne respinta, ma rinviata. Il nome di Gaio Terentilio Arsa scomparve dalle cronache dell'epoca, e solo il suo progetto continuò a essere menzionato, venendo ripreso ogni anno, tra il 462 e il 454 a.C., attraverso nuovi disegni di legge proposti dai tribuni. Finalmente, dopo più di dieci anni di lotte, i tribuni della plebe, rieletti anno dopo anno, raggiunsero un compromesso: abbandonare il progetto della Lex Terentilia e creare una commissione con il mandato di copiare le famose leggi di Solone e di conoscere le istituzioni delle altre poleis greche, i loro costumi e i loro diritti.